# 梅特兰 (新南威尔士州)
32°44′2.5″S 151°33′16.5″E / 32.734028°S 151.554583°E
梅特兰（英语：Maitland）乃澳大利亚新南威尔士州东部亨特地区城市，位于亨特河畔，位于该州首府悉尼以北166公里，纽卡斯尔西北35公里处。通过新英格兰高速公路与纽卡斯尔相通。1955和2007年曾发水灾。2006年人口为61,431。

## 著名之处
1：Maitland Gaol——是座历史悠久的监狱，由1848至1998运作，现已改成博物馆，供人付费游览。
2：Morpeth——为小镇，古老建筑物保存良好。
3：Les Darcy——乃来自当地的已故拳击运动员，在当地，与之相关的东西有博物馆、保龄球场、故居、雕塑和坟墓等等。